# Hafslovatnet
Hafslovatnet is een meer bij de plaats Hafslo behorende bij de gemeente Luster in de provincie Sogn og Fjordane in het westen van Noorwegen.